# Етреши (Есон)
Етреши (фр. Etréchy) насеље је и општина у Француској у региону Париски регион, у департману Есон која припада префектури Етан.
По подацима из 2011. године у општини је живело 6318 становника, а густина насељености је износила 449,36 становника/km². Општина се простире на површини од 14,06 km². Налази се на средњој надморској висини од 79 метара (максималној 156 m, а минималној 63 m).

## Демографија
| 1962. | 1968. | 1975. | 1982. | 1990. | 1999. | 2011. |
| ----- | ----- | ----- | ----- | ----- | ----- | ----- |
| 2.440 | 2.876 | 5.244 | 5.600 | 5.950 | 6.104 | 6.318 |

График промене броја становника у току последњих година